# Comodoro Rivadavia
Comodoro Rivadavia (ofta kallad endast Comodoro) är den största staden i den argentinska provinsen Chubut i södra Patagonien. Folkmängden uppgick till 175 000 invånare vid folkräkningen 2010. Comodoro grundades 1901 och var ett litet samhälle innan oljan upptäcktes 1907, vilket förvandlade staden till Argentinas oljehuvudstad. Staden ligger vid Atlanten och vid foten av det 212 meter höga berget Cerra Chenque.
Oljeproduktionen har minskat till följd av minskad tillgång. I stället har stora satsningar gjorts på vindkraftverk. På Cerra Chenque finns Latinamerikas största vindkraftspark som producerar 20 procent av stadens energibehov.

## Historia
Comodoro Rivadavia grundades 1901 av affärsmannen Francisco Petrobelli som ville etablera en hamn för Sarmiento, en jordbrukskoloni 60 kilometer nordväst om Comodoro. Det enda den torra och blåsiga stäppen var lämplig för var fårskötsel. Allt ändrades dock 1907 då oljefyndigheter gjordes i området.
Oljeboomen kom av sig något under 1990-talet då det statliga oljebolaget privatiserades, vilket ledde till ökad arbetslöshet. Under 2000-talet har dock stadens tillväxt ökat igen, och stora satsningar har gjorts på vindkraft. Förutom olja utvinns också naturgas, och gasledningar mellan Comodoro och Buenos Aires transporterar naturgasen till huvudstaden.

## Klimat och geografi
Comodoro Rivadavia är beläget strax norr om den 46 breddgraden i det sydöstra hörnet av Chubutprovinsen cirka 1700 kilometer söder om Buenos Aires. Staden har en relativt isolerat läge, närmaste större stad norrut är Trelew omkring fyrahundra kilometer bort. Söderut ligger Rio Gallegos drygt 600 kilometer bort.
Staden har en sval och kort sommar när temperaturen når över 20 grader. Den mesta nederbörden faller mellan mars och oktober medan sommarmånaderna är torrare. Liksom i resten av det argentinska Patagonien ligger staden oskyddad för vindarna från Atlanten vilket gör klimatet blåsigt.

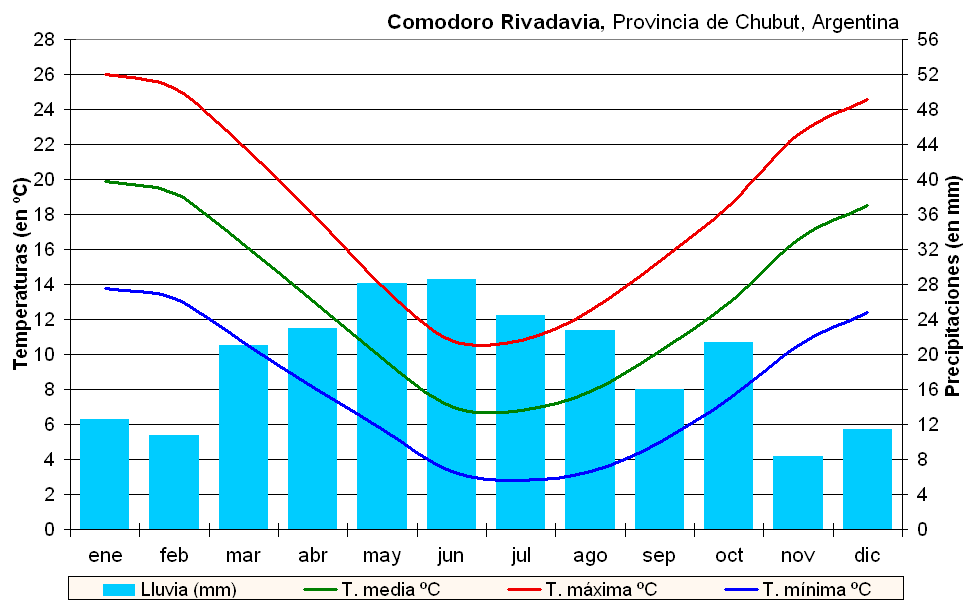
Diagram över temperatur och nederbörd i Comodoro Rivadavia.

## Kommunikationer
Staden är förbunden med Buenos Aires via Ruta Nacionales 3 och har en flygplats, Aeropuerto de Comodoro Rivadavia, med dagliga förbindelser till Buenos Aires och direktflyg till Rio Gallegos, Rio Grande, Ushuaia och Puerto Madryn. Det finns ett utbyggt nät av busslinjer som förbinder de argentinska städerna, och stadens bussterminaler har förbindelser med alla städer längs kusten såväl som inåt landet.

## Stadsbild
Stadens kommersiella centrum finns kring de två stora avenyerna San Martin och Rivadavia, döpta efter befrielsehjälten José de San Martín och den argentinska sjömilitären och ministern Martín Rivadavia som gett namn åt staden. Staden brer ut sig längs San Jorgebukten, en 229 kilometer lång havsbukt som omfattar den södra delen av Chubutprovinsen och den norra delen av provinsen Santa Cruz.
Staden har en tydlig karaktär av industristad, där mer kraft har ägnats åt det praktiska än åt det estetiska. Bland de äldre byggnaderna i staden finns den 70 år[när?] gamla biografen Cine Teatro Español, på Aveny San Martin.
Comodoro har en strand, Playa Costanera, som bland annat används för vindsurfning och kajakpaddling men vattnet blir aldrig tillräckligt varmt för bad. Ovanför staden reser sig det 212 meter höga berget Cerra Chenque som nu rymmer en stor vindkraftspark.

## Militära baser
Det argentinska flygvapnet har en betydande flygbas i Comodoro Rivadavia.